# Loveridgelaps elapoides
La serpiente de ojos pequeños de Salomón (Loveridgelaps elapoides) es una especie de serpientes venenosas de la familia Elapidae y del género monotípico Loveridgelaps.

## Distribución geográfica
Es endémica de las islas Salomón (Gizo, Santa Isabel, Malaita, islas Florida y Guadalcanal).

## Estado de conservación
Se encuentra amenazada por la pérdida de su hábitat natural.